# USS New York (ACR-2)
USS New York (ACR-2) byl pancéřový křižník námořnictva Spojených států amerických. Je čtvrtou lodí nesoucí jméno USS New York. Křižník byl operačně nasazen ve španělsko-americké a první světové válce. Roku 1911 byl přejmenován na Saratoga a roku 1917 na  Rochester. Vyřazen byl roku 1933.

## Stavba

New York v roce 1899

Stavba křižníku byla potvrzena roku 1888. Provedla ji loděnice William Cramp and Sons ve Filadelfii. Kýl byl založen 19. září 1890, na vodu byla loď spuštěna 2. prosince 1891 a do služby byla přijata 1. srpna 1893.

## Konstrukce

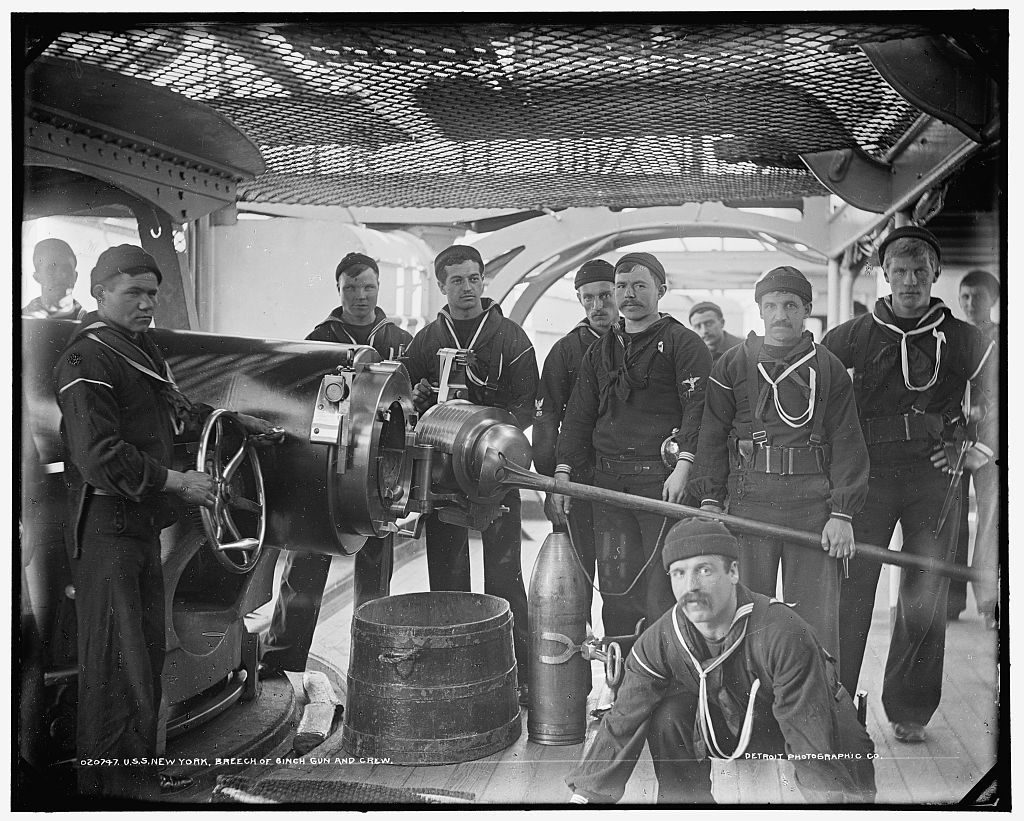
Posádka křižníku New York se 102mm kanónem

Výzbroj tvořilo šest 203mm kanónů, z toho čtyři ve dvoudělových věžích, dále dvanáct 102mm kanónů, osm 57mm kanónů, čtyři 37mm kanóny a tři 360mm torpédometů. Pohonný systém tvořilo osm kotlů a čtyři parní stroje s trojnásobnou expanzí o výkonu 16 000 hp, pohánějící dva lodní šrouby. Nejvyšší rychlost dosahovala 20 uzlů. Dosah byl 4000 námořních mil při rychlosti 10 uzlů.

### Modernizace
V letech 1905–1909 proběhla rozsáhlá modernizace křižníku. Byly instalovány dvě nové věže se čtyřmi 203mm kanóny, dále deset 127mm kanónů a osm 76mm kanónů. Křižník dostal 12 nových kotlů Babcock & Wilcox, přičemž komíny byly zvýšeny. Roku 1927 bylo odstraněno osm kotlů a dva komíny. Nejvyšší rychlost poklesla.

## Operační služba

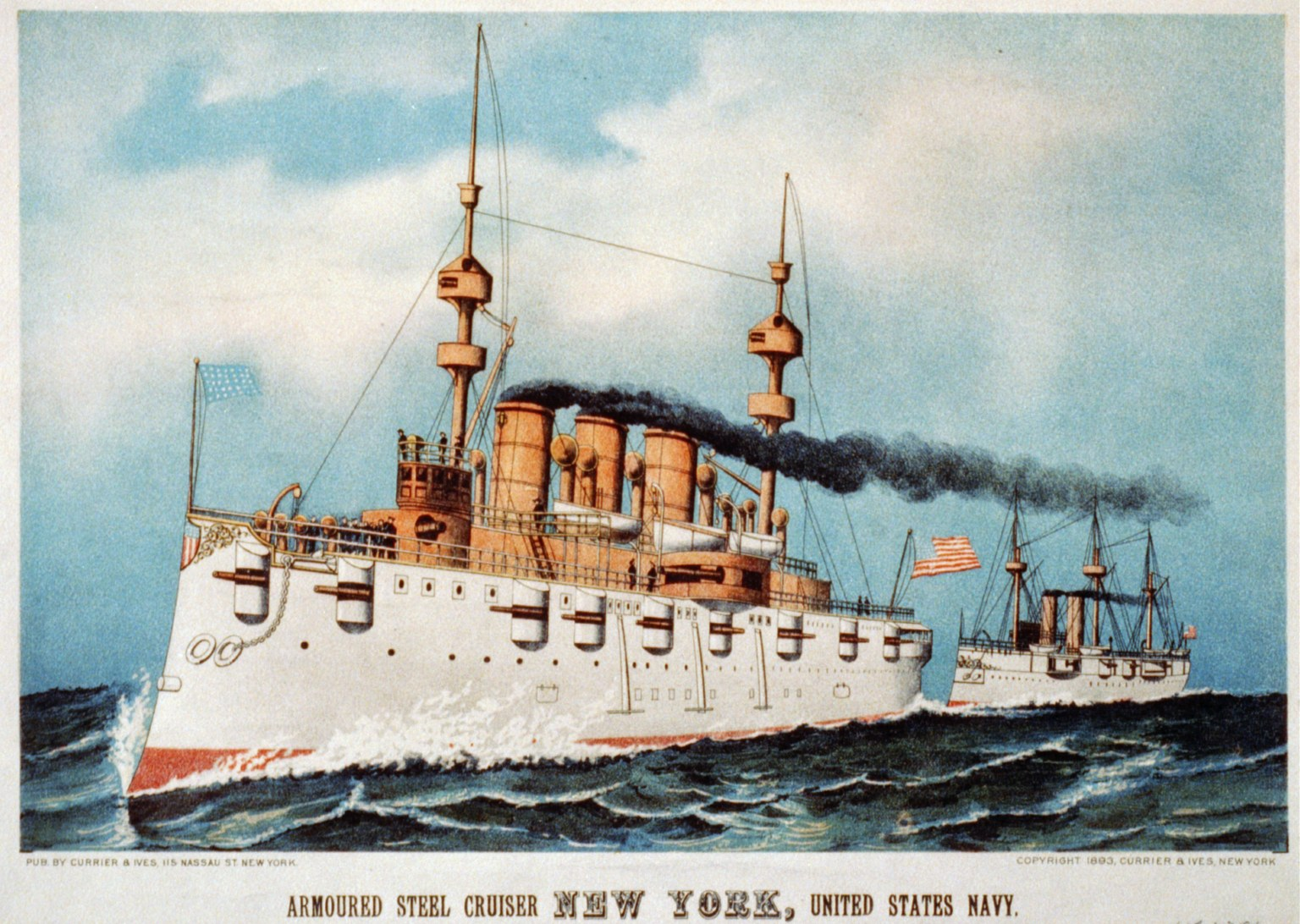
New York na dobové ilustraci

Křižník se zapojil do španělsko-americké války. Dne 3. července 1898 byl vlajkovou lodí admirála Williama T. Sampsona v bitvě u Santiaga de Cuba, kde americká eskadra rozdrtila svého španělského soupeře. Roku 1901 byl křižník převelen do Asie, od roku 1904 byl vlajkovou lodí pacifického loďstva. Roku 1911 křižník dostal nové jméno Saratoga a roku 1917 Rochester. Ve službě byl také za první světové války. Několikrát doprovodil konvoje do Evropy. Vyřazen byl roku 1933. Po vyřazení zůstal v přístavu Olongapo v zátoce Subic na Filipínách. Po japonské invazi na Filipíny byl v prosinci 1941 potopen, aby jim nepadl do rukou.

## Vrak
Vrak křižníku, ležící na pravoboku v hloubce 17–27 metrů, se stal vyhledávaným cílem potápěčů.